# Centrale thermique de Minami-Yokohama
La centrale thermique de Minami-Yokohama (南横浜火力発電所, Minami-Yokohama Karyoku Hatsudensho) est une centrale thermique située à Yokohama dans la préfecture de Kanagawa. Elle est exploitée par la société TEPCO et à une capacité électrique de 1 150 MWe. Elle était la première centrale thermique japonaise à utiliser du gaz naturel liquéfié lors de son ouverture en avril 1970.